# Cristo Rey, Sinaloa
Cristo Rey är en ort i Mexiko.   Den ligger i kommunen Escuinapa och delstaten Sinaloa, i den centrala delen av landet, 800 km nordväst om huvudstaden Mexico City. Cristo Rey ligger 6 meter över havet och antalet invånare är 1 934.
Terrängen runt Cristo Rey är mycket platt. Havet är nära Cristo Rey åt sydväst. Runt Cristo Rey är det ganska glesbefolkat, med 31 invånare per kvadratkilometer. Närmaste större samhälle är Teacapán, 4,8 km söder om Cristo Rey. Trakten runt Cristo Rey består huvudsakligen av våtmarker.